# Слопе
Слопе (италијански: Sloppe) је село на Красу у саставу Општине Хрпеље-Козина у статистичкој Обално-крашкој регији - Словенија.

## Географија
На површини од 4,95 км2Слопе се налази на Тршћанском красу у близини Козине, раскрснице путова за Трст, Копар, Ријеку и Постојну.

## Историја
До територијалне реорганизације у Словенији налазиле су се у саставу старе општине Сежана.

## Становништво
Према подацима Статистичког уреда РС у Склопама је 2020. живио 71 становник. 
| Број становника по пописима | Број становника по пописима | Број становника по пописима |
| --------------------------- | --------------------------- | --------------------------- |
| 1991                        | 2002                        | 2011                        |
| 77                          | 69                          | 74                          |